# 14819 Nikolaylaverov
14819 Nikolaylaverov (tên chỉ định: 1982 UC11) là một tiểu hành tinh vành đai chính. Nó được phát hiện bởi Lyudmila Zhuravlyova ở Đài vật lý thiên văn Crimean gần Nauchnyj, Ukraina, ngày 25 tháng 10 năm 1982. Nó được đặt theo tên Nikolay Pavlovich Laverov, phó chủ tịch Viện Hàn lâm Khoa học Nga.